# Lenguas awin-pare
Las lenguas awin-pare o awin-pa son una pequeña familia lingüística de lenguas papúes habladas en la provincia Occidental de Papúa Nueva Guinea.

## Clasificación
En la clasificación de S. Wurm (1975) estas lenguas se consideran parte del grupo neoguineano centromeridional, rama propuesta de las lenguas trans-neoguineanas. Sin embargo, Ross (2005) no encuentra evidencia suficiente para esta rama y simplemente clasifica el grupo awin-pare como una rama de las lenguas trans-neoguineas.
Existen dos lenguas documentadas en la familia awin-pare: el awin o aekyowm y el pa o pare. Estas dos lenguas exhiben un parentesco claro. El proyecto comparativo ASJP, basado en similitudes léxicas, encuentra una mayor similitud de lenguas awin-pare con las lenguas bosavinas y también una similitud aunque menor con las lenguas enganas y las lenguas duna-bogaya. Todos estos grupos son geográficamente contiguos a las tierras altas situadas sobre la parte occidental Cordillera Central en Papúa Nueva Guinea.